# Chiesa di San Teonisto e Compagni Martiri (Trevignano)
La chiesa di San Teonisto e Compagni Martiri è la parrocchiale di Trevignano, in provincia e diocesi di Treviso; fa parte del vicariato di Montebelluna.

## Storia
La primitiva chiesa di Trevignano doveva essere di dimensioni piuttosto esigue ad aveva molto probabilmente un campaniletto incorporato. Nel 1164 furono assegnate alla rettoria di Trevignano le chiese di Venegazzù e di Falzè; quest'ultima fu scorporata nel 1343 ed resa filiale della pieve di Montebelluna. Tra i secoli XV e XVI la chiesa fu riedificata e dedicata non solo ai santi Teonisto, Tabra e Tabrata, ma anche a santa Margherita. L'edificio, al quale era annesso il cimitero, venne restaurato nel XVII secolo.
L'attuale parrocchiale venne costruita nel XVIII secolo. Il progetto del nuovo edificio fu redatto da Giorgio Massari, ma il capomastro che doveva dirigere i lavori non voleva seguire le indicazioni date e ciò portò a delle diatribe con la popolazione; alla fine la questione si risolse con un accordo che permise di far terminare l'edificazione della chiesa. Nel 1940, con l'aumento della popolazione locale, vennero costruite le due navatelle laterali; in quell'occasione l'organo fu sposato in un'altra parte della chiesa ed eliminati quasi tutti gli stucchi delle pareti e del soffitto. Infine, negli anni ottanta la parrocchiale venne completamente ristrutturata.